# Ракитная (деревня)
Ракитная — деревня в Орловском районе Орловской области России. Входит в состав Узкинского сельского поселения.

## История
В 1961 году указом Президиума Верховного Совета РСФСР деревня Кобылинская переименована в Ракитная.

## Население
| 2010 |
| ---- |
| 14   |